# Fabronia jamesonii
Fabronia jamesonii là một loài Rêu trong họ Fabroniaceae. Loài này được Taylor miêu tả khoa học đầu tiên năm 1848.